# Духард, Эмиль
Эмиль Духард (нидерл. Emile Doehaerd; 13 мая 1876, Боргерхаут, ныне в составе Антверпена — 1962, Уккел) — бельгийский виолончелист.
Окончил Брюссельскую консерваторию (1896), ученик Эдуарда Якобса. В том же году дебютировал в составе струнного квартета Антони Дюбуа. Затем совершенствовал своё мастерство во Франкфурте-на-Майне под руководством Хуго Беккера. Вернувшись в Бельгию, на протяжении многих лет играл в оркестре под управлением Эжена Изаи. Как ансамблист выступал в 1901—1910 гг. в струнном квартете Альбера Зиммера, затем в 1912—1914 гг. в составе Брюссельского квартета Франца Шёрга, заменив Иосифа Малкина.
С началом Первой мировой войны эмигрировал в Великобританию и в 1915 г. начал выступать в составе Бельгийского фортепианного квартета с Жозефом Йонгеном, Дезире Дефо и Лайонелом Тертисом. Спорадически выступал в Англии и в других комбинациях — Тертис, в частности, вспоминает о приватном концерте фортепианного квинтета в составе Артура Рубинштейна, Изаи, Алберта Саммонса, Тертиса и Духарда в имении лорда Керзона по случаю визита к нему одной из бельгийских принцесс.
В 1921 г. вернулся в Бельгию и возобновил сотрудничество с квартетом Зиммера, выступая в его составе вплоть до 1940 г.
В 1958—1985 гг. в Бельгии присуждалась премия Эмиля Духарда за лучшее бельгийское произведения для камерного ансамбля — среди её лауреатов Поль Бодуэн Мишель и Нини Бултерейс.